# Österreichische Mathematische Gesellschaft
L'Österreichische Mathematische Gesellschaft, citata anche col nome inglese Austrian Mathematical Society, è l'associazione nazionale dei matematici austriaci, che a sua volta è membro dell'European Mathematical Society.

## Storia
L'associazione fu fondata nel 1903 da Ludwig Boltzmann, Gustav von Escherich e Emil Müller col nome di Mathematische Gesellschaft in Wien ("Associazione Matematica di Vienna").

Il 10 agosto 1946, Rudolf Inzinger ricostituì l'organizzazione, al termine della Seconda Guerra Mondiale, divenendone il presidente per i due anni successivi. Nel 1948, il nome fu modificato in Österreichische Mathematische Gesellschaft.

## Attività
Ogni quattro anni l'associazione organizza un congresso in collaborazione con la Deutsche Mathematiker-Vereinigung.
Dal 1947 l'ÖMG pubblica la rivista intitolata Internationale Mathematische Nachrichten ("Notizie matematiche internazionali"), oltre alla rivista Monatshefte für Mathematik in collaborazione con l'editore Springer-Verlag.
Ogni anno vengono premiati il più promettente giovane matematico, la migliore dissertazione di dottorato, tesi di laurea o tesina di diploma nell'ambito delle scienze matematiche. Tali premi vengono chiamati Förderungspreis.